# My ass is on fire
«My ass is on fire» es una canción de Mr. Bungle. Esta es una de las más experimentales del álbum, y tiene un video musical a pesar de no ser un sencillo. El video fue dirigido por un amigo de la banda, el cual filmó las actuaciones en vivo de la banda durante su primera gira. La canción tiene muchas participaciones vocales de otros músicos, como la de Maximum Bob.
- Datos: Q6035052